# Payandeh Bada Iran
Payandeh Bada Iran („Ewig lebe Iran“) ist die alte Hymne der Islamischen Republik Iran, die bis 1990 benutzt worden war. Sie wurde durch Soroud-e Melli-ye Dschomhuri-ye Eslami-ye Iran ersetzt. Payandeh Bada Iran war von Abolghasem Halat komponiert worden.

## Texte
| Persisches Original | (englische) Transliteration | Deutsche Übersetzung |
| شُد جمهوری اسلامی به پا که هم دین دهد هم دنیا به ما از انقلاب ایران دِگر کاخ ستم گشته زیر و زِبَر تصویر آینده ما، نقش مراد ماست شور سلحشوری ما، ایمان و اتحاد ماست شام سیاه سختی گذشت خورشید بخت ما تابنده گشت یاریگر ما دست خداست ما را در این نبرد او رهنماست در سایهٔ قرآن جاودان پاینده بادا ایران | shod jomhuri eslâmi be pâ ke ham-e din dahad hame donyâ be mâ az enqelâb-e Irân digar kâx setam gashte zir va zebar tasvir âyande mâ, naqsh-e morâd-e mâst shur selahshuri-e mâ, imân va ettehâd-e mâst shâm siâh saxti gosasht xorshid baxt-e mâ tâ bande gasht yârigar-e mâ dast xodâst mâ râ dar in nabard-e u rahnamâst dar sâye Qor'ân jâvedân pâyande bâdâ Irân | Die islamische Republik Iran wurde gegründet, Sie gibt uns und der Welt Glauben Durch die iranische Revolution Wurde die Festung der Unterdrückung überwunden. Das Bild unserer Zukunft Ist die Rolle unserer Sehnsucht Unsere ewige Macht Ist unser Glaube und unsere Einheit Unser Helfer ist die Hand Gottes Er ist unser Führer in der Schlacht Unter dem Schatten des Koran Währe ewig, bleibendes Iran! |